# Олавсверн
Олавсверн (норв.: Olavsvern) — подземная военно-морская база ВМС Норвегии, расположенная в 15 км к югу от города Тромсё у места слияния фьордов Рамфьорден и Баллс-фьорд. Рядом проходит трасса Европейский маршрут E08. В данный момент база списана и не используется военными.

## История
Олавсверн строили во времена Холодной войны в 1967-м году недалеко от границы СССР. База является массивным комплексом, построенным внутри горы. Стоимость строительства составила 40 млрд. норвежских крон или 494 млн долларов (в ценах 1960-х). Подземный тоннель прокладывали норвежские инженеры, а фортификацией базы занимались их союзники по НАТО англичане. Во времена холодной войны база использовалась в основном американскими субмаринами, патрулировавшими Северный Ледовитый океан. Комплекс потерял свой статус военно-морской базы в 2002-м году и был закрыт в 2009 году правительством Йенса Столтенберга, о чём было объявлено в парламенте Норвегии Стортинге.
В 2011-м году база была выставлена на продажу правительством Норвегии за 105 млн норвежских крон (17,5 млн долларов) через сайт Finn.no (норвежский аналог eBay). Бывшая база Олавсверн площадью почти 950 тысяч м² была продана за 38 млн крон (4,4 млн евро) бизнесмену по имени Гуннар Вильгельмсен, который в свою очередь сдал её в аренду российским научно-исследовательским судам, в результате чего в настоящее время база используется российской фирмой Севморнефтегеофизика. С октября 2014 года на ней провели зимовку корабли «Академик Немчинов» и «Академик Шатский». По состоянию на 2015 базу арендуют российские научно-исследовательские суда.

## Происшествия
14 марта 2005 года на территории базы произошёл несчастный случай: во время погружения с аквалангом погиб командир британской «Особой лодочной службы» подполковник Ричард ван дер Хорст.

## Передача объекта в аренду ВМС США
Норвежский телеканал NRK 15 октября 2020 года распространил информацию о возможной передаче норвежской подземной базы подводных лодок Олавсверн в долгосрочную аренду ВМС США. В случае заключения подобного соглашения Пентагон получит возможность размещать свои атомные субмарины типа «Seawolf» в максимальной близости от российских границ. 
В эфире телеканала министр обороны Норвегии Франк Бакке-Йенсен признал, что решение использовать гавань Грётсунд принято под давлением США после консультаций с представителями Пентагона, при этом выразил надежду, что размещение американских АПЛ в норвежских портах не ухудшит отношений с Российской Федерацией.
Вместе с тем телеканал NRKотмечает, что большинство в муниципальном совете Тромсё против использования американцами подземной базы Олавсверн для своих АПЛ.

## Приобретение объекта компанией WilNor
В январе 2021 года WilNor Governmental Services AS (WGS) через свою дочернюю компанию WGS Properties AS приобрела 66% акций Olavsvern Group AS.
WGS является частью группы Wilhelmsen, в функции которой входит поддержка военных операций союзников со времен Второй мировой войны. Таким образом, приобретение Wilnor Governmental Services (WGS) военно-морской базы Олавсверн на севере Норвегии станет значительным шагом в усилении присутствия НАТО в Арктике.